# Smithsonit

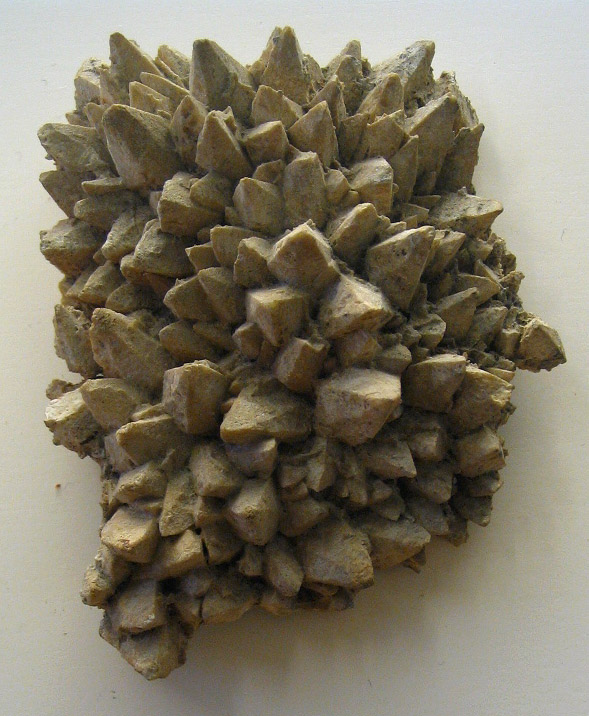
Barna smithsonit kadmium szennyezéssel

A smithsonit egy karbonátásvány, a cink-karbonát trigonális kristályrendszerű ásványa. Csak romboéderes kristályokban található, rosszul kristályosodik. Kristályának lapjai gyakran görbültek, kristályosan finomszemcsézettségű gömbös, cseppkőszerű és fürtös tömegekben található, vesés és földszerű előfordulásai is ismertek. Az ókorban már ismerték és a réz hasznosíthatóságának növelése érdekében olvasztásnál használva az első ötvöztet, a bronzot állították elő felhasználásával. Tudományosan először 1832-ben különítették el, és az 1765 és 1829 között élt angol minerológusról James Smitsonról nevezték el. Fontos és a legjobb minőségű cinkérc.

## Kémiai összetétele
- Cink (Zn) = 52,1%
- Szén (C) = 9,6%
- Oxigén (O) = 38,3%

Színe a szennyezettség függvényében változik. Leggyakoribb szennyezői a kadmium, a kobalt és a réz.

## Keletkezése
Szubvulkáni, hidrotermális folyamatokban keletkezik, telérekben és tömzsökben. Leggyakrabban más cinkércek (pl.: szfalerit) oxidációja útján jön létre. Áthalmozott másodlagos üledékekben is előfordul keletkezése.
Kísérő ásványok: cerusszit, azurit, kalcit, kvarc.
Hasonló ásvány: azurit, malachit.

## Előfordulása
Románia területén Szászkabánya (Sasca Montana) és Dognácska (Dognacea) közelében. Szlovákia területén Rozsnyó (Roznava) és Selmecbánya (Banska Stievnica) térségében. Ausztriában Karintia területén Bleibergben és Steinmarkban. Lengyelország területén Bytom és Tarnowitc városok közelében.Németországban a Harz-hegységben Goslar területén, Badenben és Nesler közelében. Franciaország területén a Rajna vidéken és Lyon környékén. Nevezetes előfordulása van Belgiumban Altenbergben. Olaszországban Szardínia-szigetén. Oroszországban az Ural-hegységben és Szibériában Nyecsinszk térségében. Az Egyesült Államokban Arizonai Silver Hillben valamint Arkansas, Utah, Új-Mexikó szövetségi államokban. Megtalálható Mexikóban Chihuahua vidékén. Ausztráliában Új-Dél-Walesben. Jelentős előfordulások vannak Vietnám északi területein.

### Magyarországi előfordulása
A Bükk hegységben Nagyvisnyó közelében ismeretes jelentős ércesedés oxidációs zónáiban találtak smithsonitot. Előfordul Szabadbattyánban, Parádsasváron, Recsken és Rudabánya területén is.